# Philip Kassel
Philip Kassel (Alemania, 22 de septiembre de 1876-Filadelfia, Estados Unidos, 25 de mayo de 1959) fue un gimnasta artístico nacido alemán nacionalizado estadounidense, campeón olímpico en San Luis 1904 en el concurso por equipos.

## Carrera deportiva
En los JJ. OO. celebrados en San Luis (Misuri) en 1904 gana la medalla de oro en equipos, perteneciendo él al equipo de Filadelfia, quedando en el podio por delante del de Nueva York (plata) y el de Chicago (bronce), y siendo sus compañeros: Anton Heida, Max Hess, John Grieb, Julius Lenhart y Ernst Reckeweg.